# Thomas Clauß
Thomas Clauß (geboren am 6. März 1982 in Kassel) ist ein deutscher Ökonom und Professor für Betriebswirtschaftslehre. Seine Schwerpunkte sind Corporate Entrepreneurship, digitale Transformation und Innovationen in Familienunternehmen.

## Leben
Thomas Clauß studierte Wirtschaftsingenieurwesen und Wirtschaftswissenschaften an der Universität Kassel und schloss seine Studien 2007 und 2008 mit Auszeichnung ab. 2012 promovierte er an der Universität Hamburg zur Governance von Zuliefererkooperationen mit summa cum laude.
Danach war er von 2013 bis 2019 Juniorprofessor für Allgemeine Betriebswirtschaftslehre, insbesondere Unternehmensführung mit Schwerpunkt Innovative Wertschöpfungskonzepte, an der Philipps-Universität Marburg. 2019 wechselte er an die University of Southern Denmark als Associate Professor for New Product Development und wurde 2021 zum Adjunct Professor für Business Model Innovation ernannt.
Seit 2020 hält er den WIFU-Stiftungslehrstuhl für Corporate Entrepreneurship und Digitalisierung in Familienunternehmen an der Universität Witten/Herdecke und ist Prodekan für Forschung. Er ist zudem außerordentlicher Professor an der University of Southern Denmark. Clauß’ Forschung konzentriert sich hauptsächlich auf Geschäftsmodellinnovationen, digitale Transformation, Corporate Entrepreneurship und das strategische Management von Familienunternehmen. Er absolvierte mehrere Forschungsaufenthalte, so an der Copenhagen Business School und der North Dakota State University.
Clauß ist verheiratet und hat zwei Kinder. Er lebt in Kassel.

## Veröffentlichungen

### Monographien
- Strategische Zusammenarbeit mit Zulieferern: Empirische Befunde zur Governance im Kontext von Zielsetzung und Beziehung. Springer Fachmedien, Wiesbaden 2013.
- Zulieferkooperationen: Formen, Zielsetzung und Governancemechanismen. Springer Gabler, Wiesbaden 2014.

### Buchbeiträge
- mit Pietruska, S.: Langfristige Unternehmensperformance: Rekonfiguration des Unternehmens durch Geschäftsmodellinnovation. In: Künzel, H. (Ed.) (2015), Erfolgsfaktor Performance Management, Springer Gabler, Wiesbaden 2015, 179–198.
- mit Moussa, A., Kesting, T.: Embedding Entrepreneurial and Engaged Universities—A Holistic View. In: Klewe, T., Kesting, T., Plewa, C., Baaken, T. (Eds.), Developing Engaged and Entrepreneurial Universities, Springer Gabler, Wiesbaden 2019, 19–41.
- mit M. Scheffler: Digitale Transformation von Familienunternehmen. In: Rüsen, T. A. (Ed.), Theorie und Praxis der Unternehmerfamilie und des Familienunternehmens; Festschrift für Arist von Schlippe, Vandenhoeck & Ruprecht, Göttingen 2021, 44–50.

## Auszeichnungen und Anerkennungen
- IEEE TEM Best Publication Award (2021 und 2022)
- Emerald Literati Outstanding Paper Award (2021)
- Top 2 % der am meisten zitierten Forscher weltweit (2023 und 2022)[2]